# Сеусово благо
Благо Сеусоа (мађ. Seuso-kincsek) је колекција сребрних предмета (14 предмета) из касног Римског царства. Први комади појавили су се на тржишту у Лондону 1980. године, а благо је набавио конзорцијум на челу са Спенсером Комтоном, 7. маркизом од Нортемптона. Достављена је документација у којој је наведено да је пронађен у регионима Тира и Сидона у Либану. Сотбис га је 1990. године ставио на продају у Њујорку, али је продаја заустављена када је утврђено да је документација лажна, а владе Мађарске, Југославије (данас Хрватске) и Либана су поднеле захтев за власништво. Тужбе о власништву ових земаља одбацио је амерички суд, а благо је остало у поседу маркиза од Нортемптона. Скотланд Јард још увек има отворен случај по том питању.
Порекло блага су вероватно познати, али нису јавно признати. Постоји много научних доказа који указују на то да је остава први пут набављена 1970-их година након убиства мађарског војника, који је благо открио током илегалног копања на утврђеном археолошком локалитету у Мађарској. Премијер Мађарске Виктор Орбан је 26. марта 2014. објавио да је половину Сеусовог блага (седам предмета) купила Мађарска. Премијер га је описао као „мађарско породично сребро“. У јуну 2017. преосталих седам артефаката такође је враћено у Мађарску, купљено за 28 милиона евра. Данас је изложена у Мађарском народном музеју.

## Откриће
Благо је први пут привукло пажњу 1980. године, када је један комад у поседу двојице бечких трговаца антиквитетима понуђен на продају у Лондону. Даљи комади су стигли на тржиште, а оно за шта се верује да је комплетна остава купио је конзорцијум на челу са Спенсером Комтоном, 7. маркизом од Нортемптона. У документацији коју је доставила либанска амбасада у Швајцарској наводи се да је благо првобитно пронађено у регионима Тира и Сидона у Либану, и на основу тога конзорцијум је преговарао да збирку прода Музеју Гети у Лос Анђелесу за 10 милиона долара. Када је тај договор пропао, Сотби је 1990. године дао благо на продају у Њујорку, а описано је да потиче из „онога што је некада била провинција Феникија у Источном римском царству“.

### Правни спор
Продаја је обустављена када се сматрало да је документација лажна, а владе Мађарске, Југославије и Либана су полагале право на власништво. Мађарске власти тврде да је благо открио млади војник Јожеф Шимег око 1975–1976. године у близини града Полгарди у централној Мађарској. Шимегово тело пронађено је у оближњем подруму 1980. године. Тадашња званична истрага је утврдила да је извршио самоубиство, али је полиција касније закључила да је убијен. Од 2012. кривична истрага о његовој смрти је још увек у току.
Случај Југославије заснивао се на тврдњама да је благо првобитно пронађено 30. јуна 1960. године у селу Барбарига у Истри (данашња Хрватска). Село се налази 20-ак километара северно од града Пуле, важног града у римско доба. Према речима локалних сведока, благо је откривено у старим рововима у оближњем комплексу Југословенске народне армије (ЈНА). Осамдесетих година ЈНА је дала дозволу локалним археолозима, на челу са Весном Гирарди-Јуркић, да даље ископавају локалитет. Према непотврђеним извештајима очевидаца о војним ископавањима, 14 познатих артефаката представљало је само мали део много веће ризнице, јер је војницима и полицији било потребно шест дана да наброје све предмете пронађене на том месту. Међутим, врло мало детаља о пројекту је икада објављено у јавности јер је наводна локација била у потпуности унутар војног подручја затвореног за цивиле. Напори југословенских археолога на крају нису успели да пруже било какве убедљиве доказе о пореклу блага, иако је доказано да остаци земље пронађени на артефактима одговарају узорцима земље са тог подручја. Након распада Југославије, нова независна Хрватска је наставила са случајем и укључила резултате анализе тла у свој формални власнички захтев пред њујоршким судом.
У новембру 1993. године, Апелациони суд у Њујорку је одбацио тужбе и није нашао ниједан разлог за његово уклањање из поседа насеља Маркиз од Нортемптона 1987 (поверилац који је основао Маркиз од Нортемптона); одлуку је потврдило Апелационо одељење у априлу 1994. Сребро је било закључано у трезору банке док је уследио даљи правни поступак. Маркиз је тужио своје адвокате Аллен & Овери за одштету у вези са саветима датим током куповине сребра, и тај случај је решен ван суда 1999. за пријављених 15 милиона фунти. Дана 25. јуна 1999. године, у писаним одговорима на питања у Дому лордова, британска влада је потврдила да нема даљег интереса за случај и потврдила одлуку да не покрене кривично гоњење.

Мађарски захтев за поседовањем вероватно је оправдан чињеницом да се на једној од главних плоча, „Ловачкој плочи“, види натпис. Пише „Пелсо“, римски назив за језеро Балатон у Мађарској, језеро је западно од наводног места открића.  Такође у близини језера, 1873. године откривен је претпостављени римски троножац (касније рестауриран, на коме је откривено да је четвороножац); према научницима, овај предмет је имао сличан украс као предмети Сеусо блага, и врло је вероватно да је креација истих руку. Смештен је у Мађарском националном музеју у Будимпешти.

### Каснији развој догађаја
У септембру 2006. године, лондонски аукционар Бонхамс најавио је да ће изложити благо приватно, што је потез који се сматра уводом у продају путем приватног уговора или путем аукције у будућности. Портпарол Министарства просвете и културе Мађарске, које је још увек потраживало благо, рекао је да је обавестило британске власти да се не сме продати. Дана 12. октобра 2006, у Дому лордова су дати даљи писмени одговори на питања Колина Ренфруа, барона Ренфруа од Каимстхорна, посебно у вези са могућим ревидираним захтевима Мађарске на благо од њеног пријема у Европску унију 2004. године.  Бонхамс је наставио са својом приватном изложбом 17. октобра 2006.
У марту 2007. The Art Newspaper је известио да је познато да постоји још „187 сребрно позлаћених кашика, 37 сребрно позлаћених чаша за пиће и 5 сребрних чинија“, раније непознатих, али део оригиналне оставе. Истраживање које је у фебруару 2008. представио мађарски археолог Жолт Виси, ојачало је мишљење да би порекло блага могло бити из региона језера Балатон у Мађарској.
Програм за археологију на Каналу 4 Time Team емитовао је специјалну емисију о благу у децембру 2008. године. Програм је представио доказе Мађарске о вероватном пореклу оставе у близини града Полгардија. Маркиз од Нортемптона одустао је од планираног учешћа у програму, а Канал 4 није добио дозволу да сними благо које се чува у Бонхамсовом трезору у Лондону.

## Повратак у Мађарску
Дана 26. марта 2014. године, Виктор Орбан, мађарски премијер, објавио је да је половина Сеусовог блага (седам предмета) враћена у Мађарску, за суму од 15 милиона евра. Седам артефаката је привремено изложено у згради мађарског парламента 29. марта 2014. Мађарски премијер је 12. јула 2017. објавио да је осталих седам комада враћено у Мађарску и да ће благо бити изложено заједно. Од 28. јуна 2019. комплетно благо је изложено у Мађарском народном музеју као стална поставка „Благо Сеусо. Сјај римске Паноније“.

## Фотографије изложених предмета
- Геометријска плоча
- Ловачка плоча
- Ловачка плоча (детаљ)
- Диониса
- Диониса
- Животињска стоуп
- Кутија за парфеме
- Ахилова плоча
- Мелеагерова плоча
- Мелеагерова плоча (детаљ)